# 紫色異齒䲁
紫色異齒䲁（學名：Ecsenius nalolo），又稱紫色無鬚䲁，為輻鰭魚綱鳚形目䲁科異齒䲁屬的一種，分布於西印度洋區，北起沙烏地阿拉伯的傑塔灣，南至南非的索德瓦納灣和卡拉霍斯群島海域，深度1至35公尺，本魚體延長，稍側扁，似圓柱狀；頭鈍短。前鼻孔具一鼻鬚；無眼上鬚及頸鬚，後犬齒，兩側各一個，側線無垂直孔對，身體顏色暗淡，帶有淺色斑點，前部有暗條紋，胸基部有短條紋，背鰭硬棘11-13枚、背鰭軟條12-15枚、臀鰭硬棘2枚、臀鰭軟條14-17枚，體長可達6.5公分，棲息在珊瑚礁區，以藻類為食，雌魚產附著性卵，雄魚有護卵行為，幼魚為浮游性，生活習性不明。